# 网络峰会

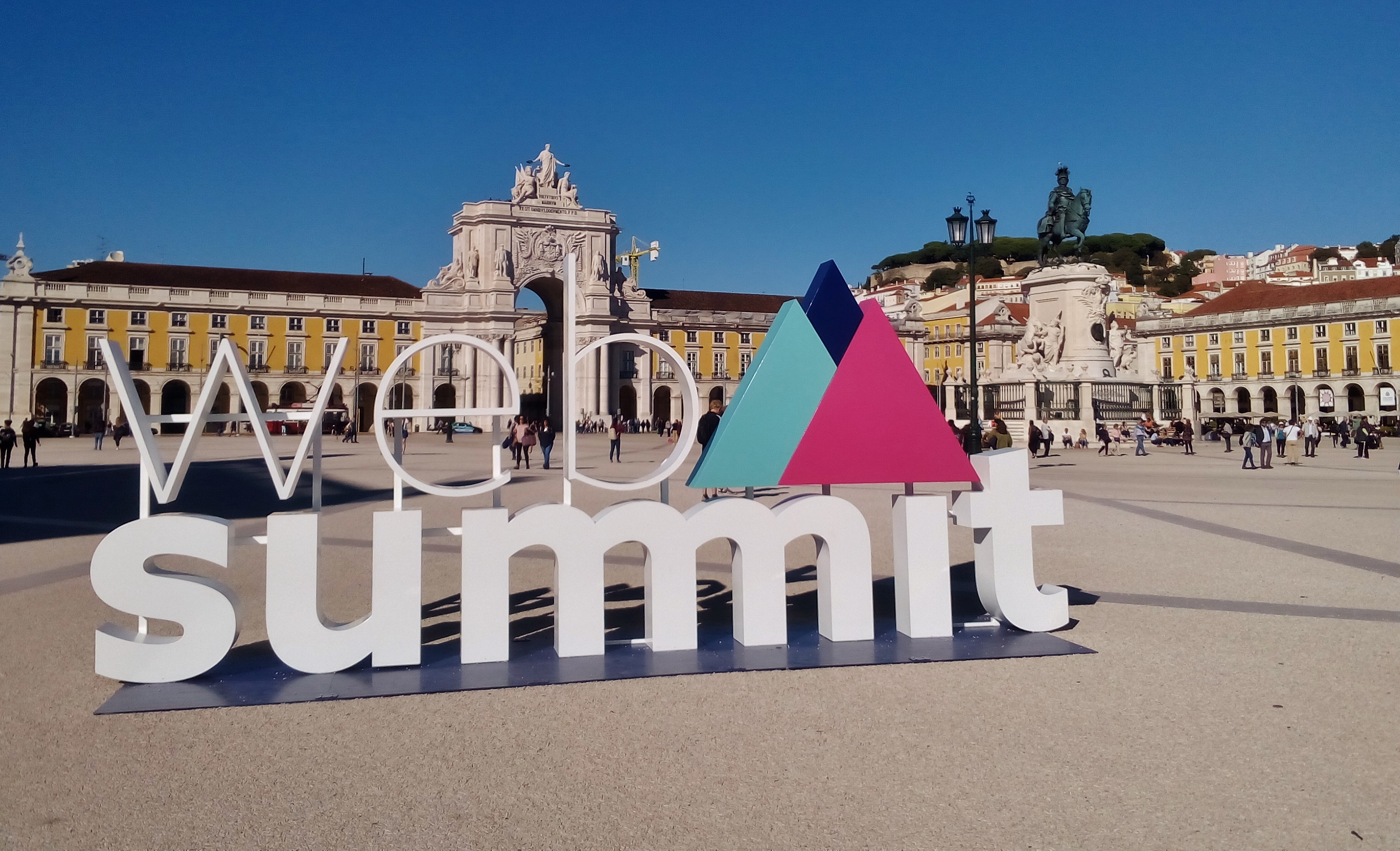
葡萄牙里斯本商业广场

网络峰会（Web Summit）是一年一度在葡萄牙里斯本举行的技术会议，2009年由Paddy Cosgrave、David Kelly和Daire Hickey创立。Web Summit最初在爱尔兰都柏林举行，直到2016年才永久移师葡萄牙里斯本舉行。
会议的主题围绕互联网技术、新兴技术和风险投资展开。演讲者包括首席执行官、業內专家、名流和政治人物，如史蒂芬·霍金、伊隆·马斯克、阿尔·戈尔和联合国秘书长安东尼奥·古特雷斯等众多人士。Web Summit的合作伙伴从财富美国500强企业到初创企业都有，与会者代表了全球高科技行业的各个层面和部门。

## 外部連結
- 官方网站